# Pont (horlogerie)
Pour les articles homonymes, voir Pont (homonymie).

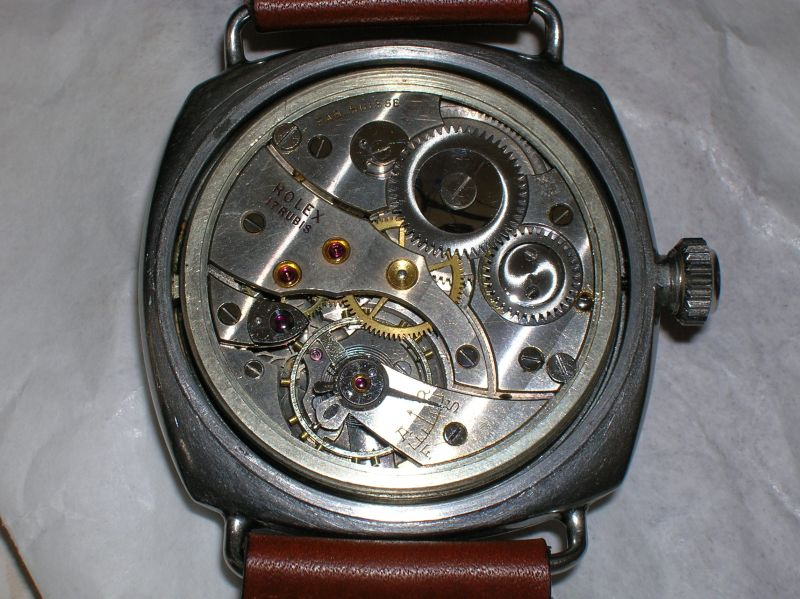
Ce mouvement comporte quatre ponts, de haut en bas: le pont de barillet, le pont de rouage gravé de la marque du fabricant, le pont d’échappement et le coq.

Le pont est en horlogerie une pièce faisant partie de l'ébauche, contre-fixant un ou plusieurs axes du mécanisme du mouvement à la platine.

Une montre mécanique comporte généralement un pont de barillet qui maintient l'organe moteur, un pont de rouages et un pont maintenant la roue d'échappement. Ils sont parfois assemblés en une seule pièce. Le pont qui maintient le balancier est appelé le coq.
Les ponts sont susceptibles d'être décorés par anglage, gravures ou côtes de Genève. Dans le cas d'une montre squelette, ils sont évidés en vue de conférer plus de transparence au mouvement.